# Khủng hoảng con tin Hàn Quốc năm 2007 ở Afghanistan
Cuộc khủng hoảng con tin Hàn Quốc năm 2007 ở Afghanistan bắt đầu ngày 19 tháng 7 năm 2007, khi 23 tín hữu Cơ Đốc Hàn Quốc (16 nữ và 7 nam) làm công tác cứu trợ, bao gồm những y tá và giáo viên đi từ Kandahar đến Kabul bằng xe bus trong một phái đoàn thực hiện nhiệm vụ do Giáo hội Trưởng Lão Saemmul tài trợ, đã bị bắt giữ làm con tin bởi các thành viên của Taliban trong khi họ đang đi ngang qua tỉnh Ghazni.
Cuộc khủng hoảng bắt đầu khi hai người đàn ông địa phương mà viên tài xế cho là không nguy hiểm, đã lên xe buýt và sau đó bắt đầu bắn súng bắt xe buýt phải dừng lại. Trong tháng sau, các con tin đã bị nhốt ở các hầm chứa, nhà trại và liên tục bị di chuyển thành nhóm ba hoặc bốn người.
Trong số 23 con tin bị bắt giữ, hai người đàn ông đã bị giết chết. Hai người đã được thả vào ngày 13 tháng 8 và số 19 người còn lại đã được thả vào ngày 29 tháng 8 và 30 tháng 8.

## Danh sách các con tin
| Tên Latin hóa    | Tên theo Hangul | Tên theo Hanja | Tên theo Hán-Việt | Giới tính | Năm sinh | Tình trạng                                                                   |
| ---------------- | --------------- | -------------- | ----------------- | --------- | -------- | ---------------------------------------------------------------------------- |
| Bae Hyeong-gyu   | 배형규          | 裵亨圭         | Bùi Hanh Khuê     | Nam       | 1965     | bị giết vào ngày 25 tháng 7 năm 2007                                         |
| Shim Seong-min   | 심성민          | 沈聖珉         | Thẩm Thánh Mân    | Nam       | 1978     | bị giết vào ngày 30 tháng 7 năm 2007                                         |
| Kim Gyeong-ja    | 김경자          | 金慶子         | Kim Khánh Tử      | Nữ        | 1970     | được thả vào ngày 13 tháng 8 năm 2007                                        |
| Kim Ji-na        | 김지나          | 金智娜         | Kim Trí Na        | Nữ        | 1975     | được thả vào ngày 13 tháng 8 năm 2007                                        |
| Lyu Gyeong-shik  | 류경식          | 柳慶植         | Liễu Khánh Thực   | Nam       | 1952     | được thả vào ngày 29 tháng 8 năm 2007                                        |
| Ko Sei-hoon      | 고세훈          | 高世勳         | Cao Thế Huân      | Nam       | 1980     | được thả vào ngày 29 tháng 8 năm 2007                                        |
| Lyu Jeong-hwa    | 유정화          | 柳貞和         | Liễu Trinh hồ     | Nữ        | 1968     | được thả ngày 29 tháng 8 năm 2007                                            |
| Lee Seon-yeong   | 이선영          | 李善英         | Lý Thiến Anh      | Nữ        | 1970     | được thả vào ngày 29 tháng 8 năm 2007                                        |
| Lee Ji-yeong     | 이지영          | 李智英         | Lý Trí Anh        | Nữ        | 1970     | được thả vào ngày 29 tháng 8 năm 2007 (đề nghị được thả vào ngày 13 tháng 8) |
| Han Ji-yeong     | 한지영          | 韓智英         | Hàn Trí Anh       | Nữ        | 1973     | được thả vào ngày 29 tháng 8 năm 2007                                        |
| Lee Jeong-ran    | 이정란          | 李貞蘭         | Lý Trinh Lan      | Nữ        | 1974     | được thả vào ngày 29 tháng 8 năm 2007                                        |
| Lim Hyeon-ju     | 임현주          | 林賢珠         | Lâm Hiền Châu     | Nữ        | 1975     | được thả vào ngày 29 tháng 8 năm 2007                                        |
| Cha Hye-jin      | 차혜진          | 車惠珍         | Xa Huệ Trân       | Nữ        | 1976     | được thả vào ngày 29 tháng 8 năm 2007                                        |
| An Hye-jin       | 안혜진          | 安惠珍         | An Huệ Trân       | Nữ        | 1976     | được thả vào ngày 29 tháng 8 năm 2007                                        |
| Seo Myeong-hwa   | 서명화          | 徐明和         | Từ                | Nữ        | 1978     | được thả vào ngày 29 tháng 8 năm 2007                                        |
| Lee Ju-yeon      | 이주연          | 李週妍         | Lý                | Nữ        | 1980     | được thả vào ngày 29 tháng 8 năm 2007                                        |
| Je Chang-hee     | 제창희          | 諸昌熙         |                   | Nam       | 1969     | được thả vào ngày 30 tháng 8 năm 2007                                        |
| Song Byeong-woo  | 송병우          | 宋炳宇         | Tống              | Nam       | 1974     | được thả vào ngày 30 tháng 8 năm 2007                                        |
| Seo Gyeong-seok  | 서경석          | 徐京石         | Từ                | Nam       | 1980     | được thả vào ngày 30 tháng 8 năm 2007                                        |
| Kim Yoon-yeong   | 김윤영          | 金允英         | Kim               | Nữ        | 1972     | được thả vào ngày 30 tháng 8 năm 2007                                        |
| Pak Hye-yeong    | 박혜영          | 朴惠英         |                   | Nữ        | 1972     | được thả vào ngày 30 tháng 8 năm 2007                                        |
| Lee Seong-eun    | 이성은          | 李成恩         | Lý                | Nữ        | 1983     | được thả vào ngày 30 tháng 8 năm 2007                                        |
| Lee Yeong-gyeong | 이영경          | 李英慶         | Lý                | Nữ        | 1985     | được thả vào ngày 30 tháng 8 năm 2007                                        |